# Martin O'Malley
Martin O'Malley (* 18. ledna 1963) je americký demokratický politik. Narodil se ve Washingtonu, D.C., jeho otec měl irské předky a matka irské, německé, nizozemské a skotské. Po dokončení středoškolských studií studoval na The Catholic University of America. Školu dokončil v roce 1985 a následně studoval na University of Maryland School of Law. V roce 1999 se stal starostou města Baltimore. Pozici opustil v roce 2007, kdy se stal guvernérem státu Maryland. V této funkci jej roku 2015 nahradil Larry Hogan. V roce 1990 se oženil se soudkyní Katie O'Malley.